# Отавиці (Ружич)
Отавиці (хорв. Otavice) — населений пункт у Хорватії, у Шибеницько-Книнській жупанії у складі громади Ружич.

## Населення
Населення за даними перепису 2011 року становило 183 осіб.
Динаміка чисельності населення поселення:

## Клімат
Середня річна температура становить 13,46 °C, середня максимальна – 28,64 °C, а середня мінімальна – -1,22 °C. Середня річна кількість опадів – 857 мм.
| Клімат поселення                              | Клімат поселення | Клімат поселення | Клімат поселення | Клімат поселення | Клімат поселення | Клімат поселення | Клімат поселення | Клімат поселення | Клімат поселення | Клімат поселення | Клімат поселення | Клімат поселення | Клімат поселення |
| Показник                                      | Січ.             | Лют.             | Бер.             | Квіт.            | Трав.            | Черв.            | Лип.             | Серп.            | Вер.             | Жовт.            | Лист.            | Груд.            |                  |
| Середній максимум, °C                         | 9,85             | 10,68            | 13,68            | 17,27            | 22,29            | 26,05            | 28,64            | 28,32            | 23,61            | 18,73            | 13,44            | 10,42            |                  |
| Середня температура, °C                       | 4,32             | 5,15             | 8,16             | 11,73            | 16,74            | 20,52            | 23,93            | 23,60            | 18,88            | 14,01            | 8,72             | 5,70             |                  |
| Середній мінімум, °C                          | −1,22            | −0,38            | 2,62             | 6,20             | 11,22            | 15,00            | 19,21            | 18,86            | 14,16            | 9,30             | 4,00             | 0,97             |                  |
| Норма опадів, мм                              | 72               | 64               | 69               | 76               | 62               | 61               | 38               | 51               | 79               | 90               | 106              | 89               |                  |
| Середньомісячна швидкість вітру, м/с          | 1.96             | 2.19             | 2.40             | 2.37             | 2.10             | 1.89             | 1.89             | 1.73             | 1.83             | 1.89             | 2.20             | 2.19             |                  |
| Середньомісячна сонячна радіація, кДж/м²·день | 5349             | 8092             | 11774            | 16248            | 20182            | 22684            | 24435            | 21380            | 15955            | 10271            | 5741             | 4562             |                  |
| --------------------------------------------- | ---------------- | ---------------- | ---------------- | ---------------- | ---------------- | ---------------- | ---------------- | ---------------- | ---------------- | ---------------- | ---------------- | ---------------- | ---------------- |
| Джерело:                                      |                  |                  |                  |                  |                  |                  |                  |                  |                  |                  |                  |                  |                  |